# Myrmeleon (Myrmeleon) basutus
Myrmeleon (Myrmeleon) basutus is een insect uit de familie van de mierenleeuwen (Myrmeleontidae), die tot de orde netvleugeligen (Neuroptera) behoort. 
Myrmeleon (Myrmeleon) basutus is voor het eerst wetenschappelijk beschreven door Navás in 1927.